# Cotinga ullgroga
La cotinga ullgroga (Cotinga maynana) és un ocell de la família dels cotíngids (Cotingidae).

## Hàbitat i distribució
Habita el bosc de ribera de les terres baixes del sud-est de Colòmbia, est de l'Equador, est del Perú, nord de Bolívia i oest amazònic del Brasil.